# 新海綴の読解録
『新海綴の読解録』（しんかいつづりのどっかいろく）は、八海薫による日本の漫画。『週刊少年マガジン』（講談社）にて、2014年14号 から同年26号まで連載された。単行本は全2巻。
文学を織り交ぜた学園ミステリ漫画。文芸部の部長にしてベストセラー作家の高校生の少年が、学園の日常で起こったあらゆる事件を、持ち前の頭脳と数多の文学作品による豊富な知識から、その事件に相応した文学作品の物語に合わせて読解・推理し、加害者の真実を証明し解決していく物語。劇中での文学のテーマは一例として、古典文学の『伊勢物語』の『たけくらべ』や『筒井筒』などが劇中で扱われている。また、サブタイトルも文学作品の文章などから取られている。シリアスとコミカルを併せ持った作風が特徴。
『マガジン』2014年26号にて、前号の最終回の予告がないまま突然の打ち切りともいえるような形で連載が終了した。後に発売された単行本2巻に描き下ろしの最終話が収録された。
作者は、本作を描くに当たって「学園ミステリーと文学を掛け合わせた物語ゆえに手間のかかるものであった」と感想を漏らしている。物語のコンセプトは「日常の謎」であり、ちなみに作者はそのミステリー小説のなかで北村薫の作品を愛読している。

## あらすじ
浪漫学院高校に通う2年生・新海綴は、文芸部の部長にしてベストセラー作家という顔を併せ持つ少年。彼は、部活仲間で親友の浅田光也と共に新入生の文芸部の勧誘をしていたところ、新入生の阿部真理弥が入部希望をしてきた。その後の行き当たりで新海は落下事故に遭い、その落下物の本の持ち主を犯人と定め、その被疑者である生徒会の書記で同級生の三瀬香奈のもとに訴えに行くが、実際の犯人は同級生の不良生徒・加地沼広紀であることが判明する。加地沼は犯行の動機を「ムシャクシャしてやった」と供述するも、新海はその証言を怪しみ、三瀬との関係も幼馴染であることを指摘した上で持ち前の文学知識から物語に沿い合わせて推理し、理論を重ねた上で真相を暴く。果たして、その真実とは…。

## 登場人物

### 主要人物
新海綴（しんかい つづり）
本作の主人公。私立浪漫学院高校2年1組。文芸部の創始者で部長。身長150cm。寝かした癖っ毛と鋭い目付き（釣り目）が特徴。
一日中読書ばかりする、いわゆる「本の虫」であり、文学の知識が古典から幅広く豊富で頭の回転も速く、抜群の読解力を持つ。その持ち前の頭脳と文学知識で、身の回りに起こったあらゆる事件を、それに相応した文学作品の物語に沿い合わせた論理から読解・推理した上での天才的な発想により真実を証明し、解決していく。この観察眼・推察力・洞察力を「全ては推測に過ぎないが、どんな謎でも考えてみれば答えは出る」という。また、犯人の犯行の動機の証言が嘘であっても、それを推理した上で嘘を暴き、犯人をおびき寄せるために前もって手を打つ 周到さも見せる。
そのような博覧強記である反面、生活力は皆無なズボラで、なおかつ傲岸不遜で非真面目、「超ドS」 な性格であり、新入部員の勧誘に関しても文学の知識をテストしたり、それが理解できなければ部員として認めようとせず、学力テストでは全教科赤点を取るなど、学業には精を出していない。殺人犯に対しても、動機の質に関わらず、辛辣な言葉で徹底的に追い打ちをかける。その一方で文化祭の出し物で「李白の哲学論」を出そうとするなど学校行事には行動的な一面もある。洋菓子など甘いものが好物。その嗜好が祟って虫歯になるが、「悪魔」と呼ぶほどの歯科恐怖症であり浅田に言われても歯科に行くことを拒否している。背は低く、高いところにある本にも手が届かないほどであり、同級生の櫻井伊吹に「チビ」呼ばわりされた際には憤慨している。低血圧で朝には弱い（その要因の1つに夜更かしして読書をしていることがある）。また、クラッカーの音に失神したりするなど打たれ弱い。
上記の通り、基本的にものぐさだが、春崎の死をきっかけに感情的になるなど人情味のある一面も見られる。最終回では自身が出版した『金蘭の刻』の題名の意味になぞらえて思い出を省みて好意的な感想を述べ、文芸部の部室を真理弥たちに託した。
「津流谷式（つるだに しき）」という筆名で『金蘭の刻（きんらんのこく）』（公団社）という長編小説を書いたベストセラー作家という顔を併せ持つが、このことは親友の浅田以外には秘密にしており、後に浅田が口を滑らしたことで真理弥にも知られてしまう（後に入部してきた部員2人にも知られた）。しかし最終回で読み返した際に「まだまだ未熟かもしれず、書き直すべきかもしれない」と語っている。真理弥にもう本は書かないのかと質問された際には「さあな」と未定の旨を返したものの、最終回の後日談では作家として本格的に活動し、『竹馬（たけうま）』を出版している。なお、筆名の「津流谷式」は、「新海綴」のローマ字表記のアナグラムである（「つるだに しき / TSURUDANI SHIKI」→「しんかい つづり / SHINKAI TSUDURI」）。
浅田光也（あさだ みつや）
本作の狂言回し的なポジション。私立浪漫学院高校2年1組。文芸部部員。新海の親友で、しばしば彼の世話を焼く。生真面目かつ几帳面な性格で、それが原因で新海から50回も絶交されている。その反面、文芸部員でありながら文学の知識には疎い上に口が軽く、新海が『金蘭の刻』を書いたベストセラー作家であることを真理弥に喋ってしまうなど、抜けているところがある。新海の素行の悪さをたしなめる一方で、彼を宥めるために餌付けすることもしばしば。早起き。
最終話の後日談では、大学卒業後に新海担当の編集員になっており、新海がなかなか原稿を上げないため、編集長に叱られるなど苦労している。一方で卒業後も浪漫学院高校に顔を出し、真理弥との交流も続けており、新海が出版した本『竹馬』を渡した。
阿部真理弥（あべ まりや）
本作のヒロイン。私立浪漫学院高校1年生。文芸部の新入部員兼図書委員。金髪のツインテールと量目の下に泣き黒子があるのが特徴。新海の部員勧誘のテストの答えを正解した。兄が文学好きで、その影響で文芸部に入部する。新海の書いた小説『金蘭の刻』のファンであり、その筆名の作家の正体が新海であることを知った上で、彼の天才ぶりにも目を輝かせている。だが、学力は壊滅的であったことにやや幻滅気味になっている。
最終話の後日談では、新海との約束を守り文芸部を存続させ、後に浪漫学院高校の国語教師（古典）となっており、文芸部の顧問を務めている。浅田との交流も続けており、新海とも再会を果たす。
水野朝美（みずの あさみ）
最終話に登場。文芸部の新入生で、真理弥の一学年下の後輩。前髪を後ろに縛ったショートヘアが特徴で、額が広い。浅田に好意を寄せており、卒業後も大学に会いに行くと言うほど一途。卒業祝いのプレゼントを浅田にネクタイを、新海には万年筆を寄与した。
古谷一成（ふるや かずなり）
最終話に登場。文芸部の新入生で、真理弥の一学年下の後輩。黒縁眼鏡をかけたトゲトゲ頭が特徴。文芸部を存続させることを浅田たちに約束する。新海にサインを求めて断られたものの、最終的には新海からサインをもらうことができた。
春崎小紅（はるさき こべに）
本作の裏ヒロイン的な存在。私立浪漫学院高校2年1組の女子生徒。ショートヘアが特徴。学年トップの成績を誇る優等生。不器用で周囲と打ち解けず孤立していたが、2年1組の文化祭での出し物の一つ「電人M」を雨上がりの際に移動して雨に濡れて台無しになったショックを和らげる行動をとったことを新海に指摘されたことがきっかけでクラスメイトたちと和解した。しかし、文化祭の準備のトラブルにより急遽行った理科室で「何か」を見てこのことを新海に言おうとしたが口を閉ざしてしまう。その翌日、何者かに頭部を殴打されて命を落とす。自身が周囲と打ち解けるきっかけを作ってくれた、基本的にものぐさな新海が初めて感情的になり「俺の命に代えても無念を晴らす」と決意させた数少ない人物の1人になった。

### その他
三瀬香奈（みつせ かな）
私立浪漫学院高校2年生。生徒会書記。姫カットのロングストレートヘアが特徴。図書室から借りた本の借り主が彼女のものだったため、新海に犯人の容疑を掛けられた。加地沼とは幼馴染で、彼を「ヒロちゃん」と呼び思いを寄せている。事件の真相を知った際には彼と和解した。
時田五郎（ときた ごろう）
私立浪漫学院高校2年生。生徒会会計。本や書類を窓から投げ捨てた犯人を加地沼であると指摘する。
加地沼広紀（かじぬま ひろき）
私立浪漫学院高校2年生。帰宅部の不良生徒。よく他校生と暴力事件を起こす問題児であり、何度も停学処分を受けている。生徒会室の窓から本や書類を投げ捨てたことをストレス発散と嘘をついていたが、それは幼馴染の三瀬を喧嘩に巻き込みたくないという思いから彼女を不本意ながら邪険に扱い突き放した態度をとっていたにすぎなかった。新海の『伊勢物語』に例えた推理により看破され、その物語の『たけくらべ』と『筒井筒』の結末の選択を迫られた末に、後方を選択して三瀬と和解する。

## 書籍
- 八海薫 『新海綴の読解録』 講談社〈講談社コミックス〉、全2巻
  1. 2014年5月16日発売[講 1]、ISBN 978-4-06-395113-4
  2. 2014年7月17日発売[講 2]、ISBN 978-4-06-395135-6